# Erythroxylum schliebenii
Erythroxylum schliebenii är en tvåhjärtbladig växtart som beskrevs av Otto Eugen Schulz. Erythroxylum schliebenii ingår i släktet Erythroxylum och familjen Erythroxylaceae. Inga underarter finns listade i Catalogue of Life.